# Euro-gauche bulgare
L'Euro-gauche bulgare (en bulgare Българска Евролевица ou БЕЛ) est un parti politique bulgare de gauche, se réclamant de la tendance social-démocrate.

## Histoire
L'Euro-gauche bulgare fut, d'abord, une coalition électorale, créée en 1997, dans la perspective des élections législatives d'avril 1997. Elle est née du regroupement de l'Union citoyenne pour la République présidée par Alexandre Tomov, de députés de l'Union pour la démocratie sociale et d'une fraction du Parti social-démocrate bulgare. Elle y remporte 5,27% des voix et 14 sièges.
Le parti fut véritablement fondé lors de son congrès fondateur du 28 février au 1er mars 1998. Il prit le nom de Euro-gauche.
Le parti se scinda en deux lors de son congrès de juin 2000.
En mars 2003, le parti est rejoint par d'autres formations politiques et prend le nom de Social-démocratie bulgare.

## Organisation

### Présidents du parti
- Alexandre Tomov